# Kårsta socken
Kårsta socken i Uppland ingick i Långhundra härad, ingår sedan 1971 i Vallentuna kommun och motsvarar från 2016 Kårsta distrikt.
Socknens areal är 57,65 kvadratkilometer, varav 56,93 land. År 2000 fanns här 1 173 invånare. Orterna Kårsta, Ekskogen och Söderhall samt kyrkbyn Kårstaby med sockenkyrkan Kårsta kyrka ligger i socknen.  

## Administrativ historik
Kårsta socken har medeltida ursprung. 
Vid kommunreformen 1862 övergick socknens ansvar för de kyrkliga frågorna till Kårsta församling och för de borgerliga frågorna till Kårsta landskommun. Landskommunen uppgick 1952 i Össeby landskommun som 1971 uppgick i Vallentuna kommun. Församlingen uppgick 2006 i Össeby församling.
1 januari 2016 inrättades distriktet Kårsta, med samma omfattning som församlingen hade 1999/2000.  
Socknen har tillhört län, fögderier, tingslag och domsagor enligt vad som beskrivs i artikeln Långhundra härad. De indelta soldaterna tillhörde Livregementets dragonkår, Roslags skvadron. De indelta båtsmännen tillhörde Södra Roslags 2:a båtsmanskompani.

## Geografi
Kårsta socken ligger sydväst om Norrtälje med Kårstaviken av sjön Sparren i norr och kring Kårstaån och Närtunaån.  Socknen har smärre slättbygder i norr och väster och är i övrigt en jämn skogsbygd.

I socknens östra del går E18 (delen Stockholm-Norrtälje). Vid Söderhall går länsväg 280 mot Rimbo. 

## Fornlämningar
Från bronsåldern finns spridda gravrösen. Från järnåldern finns cirka 30 gravfält och en fornborg. Sex runstenar har påträffats.

## Namnet
Namnet skrevs år 1320 Korsta och kommer från kyrkbyn. Efterleden är sta(d), 'ställe'. Förleden kan innehålla sädeselaget korn.